# Књагинино
Књагинино (рус. Княгинино) град је у Русији у Нижњеновгородској области. Према попису становништва из 2010. у граду је живело 6708 становника.

## Становништво
| 1959. | 1970. | 1979. | 1989. | 2002. | 2010. |
| ----- | ----- | ----- | ----- | ----- | ----- |
| 1.541 | 3.393 | 5.425 | 6.374 | 6.838 | 6.708 |